# Pechipogo strigilata
Pechipogo strigilata — вид совкових з підродини совок-п'ядунів.

## Опис
Розмах крил 30-35 мм.

## Екологія
Метелик літає вночі, летить на світло. Зустріти можна з травня по червень.

### Живлення
Гусениці живляться сухим листям.